# Terbutalin
Terbutalin ist ein Arzneistoff, genauer ein Sympathomimetikum, das zur Akutbehandlung jener Formen von Atemnot eingesetzt wird, die durch eine reversible Verengung der Atemwege gekennzeichnet sind, also vor allem Asthma bronchiale und chronisch obstruktive Lungenerkrankung. Aufgrund seiner Wirkung auch auf die glatte Muskulatur des Uterus wird es auch zur Hemmung der Wehentätigkeit (Tokolyse) verwendet.
Als selektives β2-Sympathomimetikum handelt es sich um ein Bronchospasmolytikum, welches vorwiegend „per inhalationem“, in der Notfalltherapie auch subkutan verabreicht wird.

## Indikationen
Indikationen sind:
- die symptomatische Therapie des akuten Asthmaanfalls
- die prophylaktische Anwendung bei belastungsinduziertem Asthma bronchiale
- chronisch obstruktive Bronchitis
- als parenterale Anwendung zur Tokolyse bei einer drohenden Frühgeburt
- Terbutalin in Tablettenform bei High-Flow-Priapismus nach einer SKAT-Therapie und bei spontanen häufiger auftretenden Priapismen

## Wirkmechanismus
Entsprechend seinen Eigenschaften als β2-Mimetikum wirkt Terbutalin stärker auf die β2-Adrenozeptoren und damit auf die glatte Muskulatur der Bronchien, Blutgefäße und des Uterus als auf die β1-Rezeptoren der Herzmuskulatur. So erklärt sich der Effekt, über eine Erschlaffung der Muskulatur zu einer Erweiterung der Endbronchien zu führen und damit den respiratorischen Widerstand zu senken und die Atemtätigkeit generell zu erleichtern bzw. die Wehentätigkeit zu hemmen.
Bei langdauernder Einnahme kann beobachtet werden, dass die Wirkung des Medikaments aufgrund einer Down-Regulation der Rezeptoren abnimmt.

## Nebenwirkungen
Aufgrund der β2-Selektivität sind die Auswirkungen auf die Herztätigkeit vor allem bei Inhalation der Substanz gering. Eine Zunahme der Herzfrequenz kann auch als Gegenregulation zur Erweiterung der peripheren Blutgefäße aufgefasst werden. Herzklopfen kann jedoch auftreten, das ebenso wie ein feinschlägiges Muskelzittern und tonische Krämpfe für sympathomimetische Amine typisch ist.
Ein Abfall des Serumkaliums ist möglich und zwingt zur Bestimmung des Kaliums vor Behandlungsbeginn.
Während die inhalative Gabe von Terbutalin zu weniger systemischen Nebenwirkungen als die orale oder parenterale Anwendung führt, sind allergische Reaktionen bei Inhalation häufiger: Quincke-Ödem, Urticaria, Exantheme, Blutdruckabfall und Kollapszustände sind möglich, aber sehr selten.
Die US-amerikanische Food and Drug Administration (FDA) warnt neuerdings vor einem längerdauernden Einsatz von Terbutalin zur Hemmung von Wehen. Bei einer Anwendung der Substanz zur Verhütung einer Frühgeburt von länger als 72 Stunden überwögen die kardialen Risiken erheblich.

## Chemie

### Stereochemie
Terbutalin ist ein chiraler Arzneistoff und enthält ein Stereozentrum. Somit besteht Terbutalin aus zwei Enantiomeren, dem(R)-Enantiomer und dem (S)-Enantiomer. Das pharmakologisch wirksame Isomer ist das (R)-Enantiomer. Therapeutisch wird jedoch das Racemat, d. h. das 1:1-Gemisch beider Enantiomere, verwendet.
| Enantiomere von Terbutalin | Enantiomere von Terbutalin |
| -------------------------- | -------------------------- |
| CAS-Nummer: 37394-31-3     | CAS-Nummer: 90877-48-8     |

## Handelsnamen
Monopräparate
Aerodur (D), Bricanyl (D, A, CH), diverse Generika (D)